# Euthraulus curviforceps
Euthraulus curviforceps is een haft uit de familie Leptophlebiidae. De wetenschappelijke naam van de soort is voor het eerst geldig gepubliceerd in 1989 door Wu & You.
De soort komt voor in het Oriëntaals gebied.